# 弗雷尼什
弗雷尼什（法語：Fréniches，法語發音：[fʁeniʃ]）是法国瓦兹省的一个市镇，属于贡比涅区。

## 地理
弗雷尼什（49°40'16"N, 3°0'14"E）面积5.96 平方千米，位于法国上法蘭西大區瓦兹省，该省份为法国北部内陆省份，北起索姆省，西接厄尔省和滨海塞纳省，南至塞纳-马恩省和瓦兹河谷省，东临埃纳省。
与弗雷尼什接壤的市镇（或旧市镇、城区）包括：弗雷图瓦堡、吉斯卡尔、利贝尔蒙、米朗库尔、埃姆里阿隆。

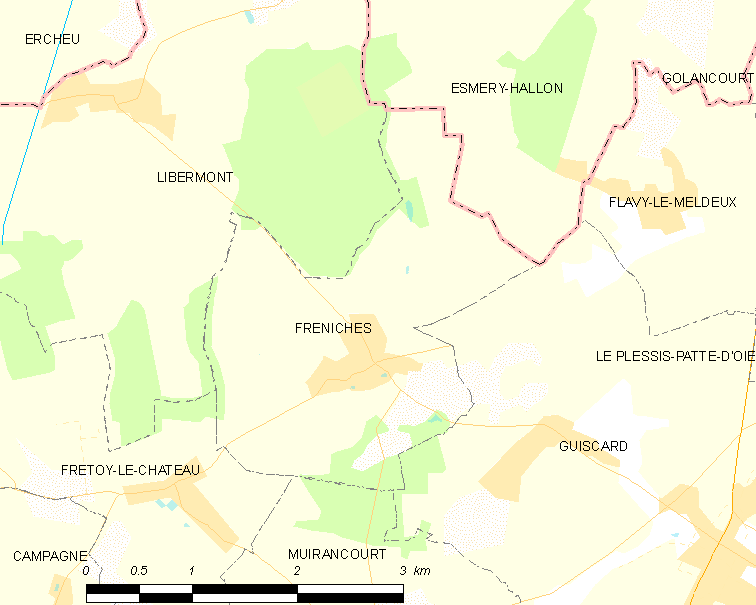
弗雷尼什的OSM定位图

弗雷尼什的时区为UTC+01:00、UTC+02:00（夏令时）。

## 行政
弗雷尼什的邮政编码为60640，INSEE市镇编码为60255。

## 政治
弗雷尼什所属的省级选区为努瓦永县。

## 人口

1962-2008年间弗雷尼什人口变化图示

弗雷尼什于2022年1月1日时的人口数量为326人。